# Port-de-Piles
Port-de-Piles és un municipi francès, situat al departament de la Viena i a la regió de la Nova Aquitània. En aquest municipi conflueixen el riu Cruesa amb el riu Viena.